# Armia Syberyjska

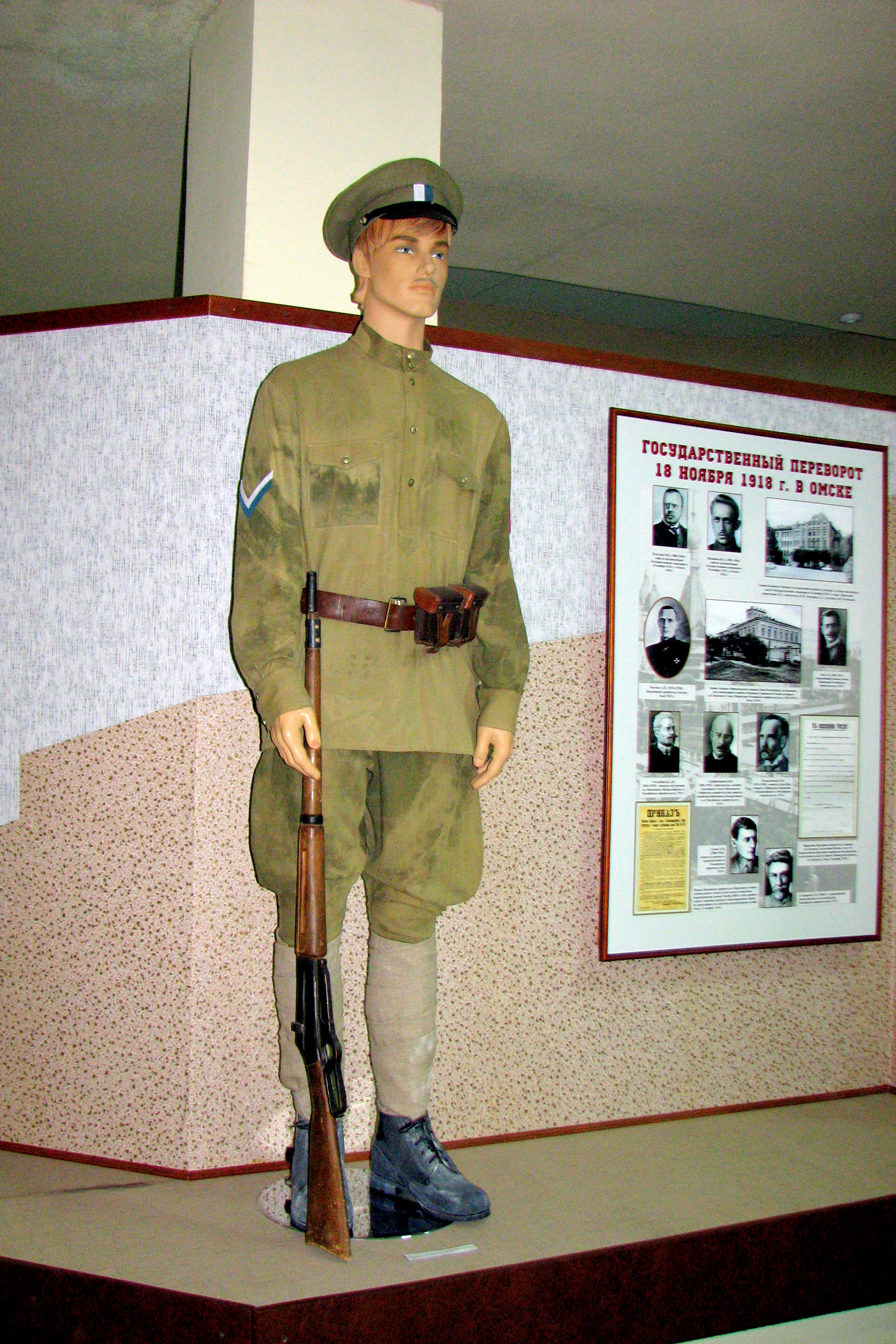
Szeregowiec Armii Syberyjskiej

Armia Syberyjska (ros. Сибирская армия) – związek operacyjny Białych podczas wojny domowej w Rosji.

## Geneza
W nowo powołanym 9 lutego 1918 roku w Tomsku lewicowym Tymczasowym Rządzie Syberyjskim pod kierownictwem Piotra J. Derbera funkcję ministra wojny otrzymał ppłk Arkadij A. Krakowiecki. Obaj byli przedstawicielami Partii Rewolucjonistów-Socjalistów. Podpułkownik A.A. Krakowiecki miał za zadanie zorganizowanie sił wojskowych do walki z bolszewikami. W celu jego realizacji wyznaczył swoimi konspiracyjnymi przedstawicielami sztabkpt. Friziela na obszar zachodniosyberyjskiego okręgu wojskowego i praporszczika N.S. Kałasznikowa na obszar wschodniosyberyjskiego okręgu wojskowego. Jednakże z biegiem czasu przewagę w podziemiu antybolszewickim zyskały niepartyjne organizacje oficerskie, które powstawały niezależnie od działań eserowsko-mienszewickich władz. W rezultacie dowództwo nad partyzanckimi oddziałami wojskowymi w Zachodniej Syberii przejął płk Aleksiej N. Griszyn-Ałmazow, zaś we Wschodniej Syberii płk A.W. Ellerc-Usow. Dla koordynacji partyzanckich działań utworzono pod koniec maja w Nowonikołajewsku Centralny Sztab na czele z płk. A.N. Griszynem-Ałmazowem. W rezultacie antybolszewickiego wystąpienia zbrojnego Korpusu Czechosłowackiego został opanowany Nowonikołajewsk. 28 maja do miasta przybył płk A.N. Griszyn-Ałmazow. 12 czerwca jego sztab stał się sztabem Samodzielnej Armii Zachodnio-Syberyjskiej. Później przeniesiono go do Omska. Funkcję szefa sztabu armii objął płk Piotr A. Biełow. Armię zapoczątkowały oddziały ochotnicze Białych o charakterze partyzanckim, uzupełnione rekrutami zmobilizowanymi w I poł. lipca. 30 maja odbyło się zebranie Rady przy Przedstawicielach Tymczasowego Rządu Syberyjskiego, która powołała Komisariat Zachodnio-Syberyjski. Poprzez ten tymczasowy organ eserowcy zamierzali utrzymać kontrolę nad nowo formowaną armią, wprowadzając do niej komisarzy politycznych. Jednakże spotkało się to ze sprzeciwem ze strony prawicowych ugrupowań politycznych, których przedstawiciele w poł. czerwca ostatecznie zablokowali ten pomysł.

## Organizacja
30 czerwca 1918 roku Komisariat przekazał swoje tymczasowe kompetencje Tymczasowemu Rządowi Syberyjskiemu P.W. Wołogodskiego. Funkcję ministra wojny objął płk A.N. Griszyn-Ałmazow. Jednocześnie został głównodowodzącym Samodzielnej Armii Zachodnio-Syberyjskiej. W poł. czerwca utworzono dwa korpusy armijne: Stepowy Syberyjski w Omsku płk. Pawła P. Iwanowa-Rinowa i Środkowo-Syberyjski w Nowonikołajewsku ppłk. Anatolija N Piepielajewa. W poł. lipca z oddziałów wojskowych Kozaków uralskich w Czelabińsku powstał Uralski Korpus Armijny pod dowództwem gen. Michaiła W. Chanżina, liczący 6-7 tys. żołnierzy. Pod koniec lipca Samodzielną Armię Zachodnio-Syberyjską przemianowano na Ochotniczą Armię Syberyjską (Armię Syberyjską). Do grudnia jej sztab pełnił funkcję sztabu dla wszystkich sił wojskowych Białych na obszarze Syberii. Dowództwo objął gen. A.N. Griszyn-Ałmazow. We wrześniu zastąpił go gen. P.P. Iwanow-Rinow. We wrześniu sformowany został Wschodnio-Syberyjski Korpus Armijny płk. A.W. Ellerca-Usowa i Priamurski Korpus Armijny w Chabarowsku atamana Kozaków syberyjskich płk. Grigorija M. Siemionowa. W październiku w skład armii wchodziły:
- I Środkowo-Syberyjski Korpus Armijny,
- II Stepowy Syberyjski Korpus Armijny,
- III Uralski Korpus Armijny,
- IV Wschodnio-Syberyjski Korpus Armijny,
- V Priamurski Korpus Armijny.

Rezerwę strategiczną stanowiła brygada strzelecka gen. Lwa M. Adamowicza.
Armia liczyła ogółem ok. 35 tys. żołnierzy. W początkowym okresie walk główną siłą zbrojną Białych był Korpus Czechosłowacki, który nie był podporządkowany sztabowi Armii Syberyjskiej. Problemem stała się więc koordynacja działań pomiędzy wojskami Białych i Korpusem Czechosłowackim. W poł. lipca Tymczasowy Rząd Syberyjski podjął decyzję o podporządkowaniu operacyjnym dowództwu Korpusu wszystkich oddziałów wojskowych na Syberii. Rosjanie starali się jednak jak najbardziej uniezależnić od Czechosłowaków. Na pocz. października dowództwo siłami zbrojnymi Białych na Syberii przejął gen. Wasilij G. Bołdyriew, członek Ogólnorosyjskiego Rządu Tymczasowego. Podporządkowano mu też Korpus Czechosłowacki. Nastąpiła reorganizacja armii na 3 Fronty: Zachodni, Południowo-Zachodni i Syberyjski.

## Działania zbrojne
Wystąpienie zbrojne Korpusu Czechosłowackiego stało się impulsem dla Białych do zapoczątkowania powstania przeciwko bolszewikom. W rezultacie w ciągu I poł. czerwca prawie cały obszar Syberii i Uralu od Czelabińska do Irkucka znalazł się pod władzą sił antybolszewickich. Na bazie powstańczych oddziałów wojskowych została sformowana Samodzielna Armia Zachodnio-Syberyjska, przemianowana w lipcu na Armię Syberyjską. Rozwinęła ona natarcie w 3 kierunkach: północno-zachodnim (Tiumeń-Jekaterynburg) pod dowództwem płk. Grigorija A. Wierżbickiego i gen. Siergieja N. Wojciechowskiego, wschodnim (Irkuck-Czyta) pod dowództwem ppłk A.N. Piepielajewa i południowym (wieś Sergiopol-Wiernyj) pod dowództwem płk Fiodora N. Jaruszyna. 21 lipca został zdobyty Tiumeń, zaś 25 lipca Jekaterynburg, co doprowadziło do odrzucenia wojsk bolszewickich za Ural. We wschodniej części Syberii 11 lipca Biali opanowali Irkuck, nawiązując w sierpniu w rejonie Czyty kontakt z kozackimi oddziałami atamana G.M. Siemionowa. Natomiast wojska płk. F.N. Jaruszina 21 lipca zajęły wieś Sergiopol, oczyszczając z bolszewików do końca sierpnia całe północne Siedmiorzecze, w wyniku czego podeszły pod Wierny. We wrześniu-październiku trwały głównie walki pozycyjne. Biali odrzucili wojska bolszewickie pod Perm. 29 listopada Grupa Jekaterynburska (ok. 35 tys. żołnierzy) przeszła do natarcia, rozbijając bolszewicką 3 Armię i zdobywając pod koniec grudnia najpierw Kungur, a potem Perm. Zdobyła tam bardzo duże ilości uzbrojenia, amunicji i wyposażenia wojskowego. Armia Syberyjska została rozwiązana pod koniec grudnia 1918 roku po utworzeniu Naczelnego Dowództwa Najwyższego Naczelnika Głównodowodzącego adm. Aleksandra W. Kołczaka. Na jej bazie w Jekaterynburgu sformowano nową Armię Syberyjską.